# 科旺-杜洛布
科旺-杜洛布是葡萄牙阿威罗区的一个堂区。总面积8.45平方公里，总人口1059人，人口密度125.3人/平方公里。